# John Bartlow Martin
John Bartlow Martin (4 augustus 1915, Hamilton, Ohio – 3 januari 1987, Highland Park, Illinois) was een Amerikaans journalist, diplomaat, ambassadeur en auteur die bekend werd als speechschrijver en vertrouweling van Adlai Stevenson, John F. Kennedy, Robert F. Kennedy, Lyndon B. Johnson en Hubert Humphrey.

## Journalistieke carrière
Met de economische crisis van de jaren 30 in het achterhoofd richtte Martin zich in zijn werk op de onderlaag van de bevolking. Hij had veel aandacht voor minder bedeelden als criminelen, armen en verstandelijk beperkten die veelal over het hoofd werden gezien in de meeste journalistieke verslagen van die tijd. Martins werk verscheen in bladen als LIFE Magazine en Harper's Magazine.

## Politieke carrière
In 1952 werd John Martin door de gouverneur van Illinois ingehuurd als speechschrijver. Ook deed hij onderzoek naar de Dominicaanse dictator Rafael Trujillo. Als dank hiervoor werd hij door president Kennedy als ambassadeur van de Dominicaanse Republiek benoemd. Martin stond bekend als een groot criticus van de nieuwe president Juan Bosch. Kort na de moord op Kennedy in 1963 deed hij afstand van zijn positie. In 1965 keerde hij terug in de Dominicaanse Republiek als speciaal gezant gedurende de Dominicaanse burgeroorlog.
John Bartlow Martin schreef meerdere boeken over true crime. Butcher's Dozen en The Master of Murder Castle: A Classic of Chicago Crime zijn hiervan de bekendste voorbeelden.
Op 3 januari 1987 overleed Martin aan keelkanker.